# Tom Hollander
Thomas Anthony Hollander (Bristol, 1967. augusztus 25. –) angol színész.

## Élete
Szülei mindketten tanárok voltak. Egy nővére van, Julia. A Cambridge-i Egyetemre járt. Fiatalkorában a National Youth Theatre és a National Youth Music Theatre egyik tagja volt.

## Filmográfia

### Film
| Év   | Magyar cím                            | Eredeti cím                                                               | Szerep                                                 | Magyar hang         |
| ---- | ------------------------------------- | ------------------------------------------------------------------------- | ------------------------------------------------------ | ------------------- |
| 1993 |                                       | Sylvia Hates Sam (rövidfilm)                                              | Friend                                                 |                     |
| 1996 | Őt is anya szülte                     | Some Mother's Son                                                         | Farnsworth                                             | Kerekes József      |
| 1996 | Őt is anya szülte                     | Some Mother's Son                                                         | Farnsworth                                             | Holl Nándor         |
| 1996 |                                       | True Blue                                                                 | Sam Peterson                                           |                     |
| 1998 |                                       | Absolutely Fabulous: Absolutely Not!                                      | Paolo Ferruzzi                                         |                     |
| 1998 | Három férfi és egy nő                 | Martha, Meet Frank, Daniel and Laurence                                   | Daniel                                                 |                     |
| 1998 | Hálószobák és előszobák               | Bedrooms and Hallways                                                     | Darren                                                 |                     |
| 1999 |                                       | The Clandestine Marriage                                                  | Sir John Ogelby                                        |                     |
| 2000 |                                       | The Announcement                                                          | Ben                                                    |                     |
| 2000 | Papás-mamás                           | Maybe Baby                                                                | Ewan Proclaimer                                        | Kálloy Molnár Péter |
| 2001 | Enigma                                | Enigma                                                                    | Logie                                                  | Háda János          |
| 2001 | A sors fintora                        | Lawless Heart                                                             | Nick                                                   |                     |
| 2001 | Gosford Park                          | Gosford Park                                                              | Anthony Meredith                                       | Kaszás Gergő        |
| 2002 | Költői szerelem                       | Possession                                                                | Euan                                                   | Csőre Gábor         |
| 2004 | Piccadilly Jim                        | Piccadilly Jim                                                            | Willie Partridge                                       | Karácsonyi Zoltán   |
| 2004 | Nőies játékok                         | Stage Beauty                                                              | Sir Peter Lely                                         |                     |
| 2004 | Paparazzi                             | Paparazzi                                                                 | Leonard Clarke                                         | Zámbori Soma        |
| 2004 | Rochester grófja – Pokoli kéj         | The Libertine                                                             | Etherege                                               | Fekete Ernő         |
| 2005 | Büszkeség és balítélet                | Pride & Prejudice                                                         | Mr. William Collins                                    | Czvetkó Sándor      |
| 2006 | Darwin-díj – Halni tudni kell!        | The Darwin Awards                                                         | Henry                                                  | Varga Gábor         |
| 2006 | Vakok földjén                         | Land of the Blind                                                         | Maximilian II                                          | Breyer Zoltán       |
| 2006 | A Karib-tenger kalózai: Holtak kincse | Pirates of the Caribbean: Dead Man's Chest                                | Cutler Beckett                                         | Csankó Zoltán       |
| 2006 | Bor, mámor, Provence                  | A Good Year                                                               | Charlie Willis                                         | Hevér Gábor         |
| 2006 |                                       | Rabbit Fever                                                              | Tod Best                                               |                     |
| 2007 | A Karib-tenger kalózai: A világ végén | Pirates of the Caribbean: At World's End                                  | Cutler Beckett                                         | Csankó Zoltán       |
| 2007 | Elizabeth: Az aranykor                | Elizabeth: The Golden Age                                                 | Sir Amyas Paulet                                       |                     |
| 2008 | Valkűr                                | Valkyrie                                                                  | Heinz Brandt ezredes                                   | Czvetkó Sándor      |
| 2009 | Egy kis gubanc                        | In the Loop                                                               | Simon Foster                                           |                     |
| 2009 | A szólista                            | The Soloist                                                               | Graham Claydon                                         | Pálmai Szabolcs     |
| 2010 |                                       | Away We Stay (rövidfilm)                                                  | David                                                  |                     |
| 2011 | Hanna – Gyilkos természet             | Hanna                                                                     | Isaacs                                                 | Görög László        |
| 2011 |                                       | The Voorman Problem (rövidfilm)                                           | Voorman                                                |                     |
| 2012 |                                       | Whole Lotta Sole                                                          | James Butler                                           |                     |
| 2012 |                                       | A Liar's Autobiography: The Untrue Story of Monty Python's Graham Chapman | hangrögzítő mérnök (hangja)                            |                     |
| 2012 |                                       | Mother’s Milk                                                             | narrátor (hangja)                                      |                     |
| 2012 | Bizánc                                | Byzantium                                                                 | Kevin Minton                                           |                     |
| 2013 | Időről időre                          | About Time                                                                | Harry                                                  | Forgács Péter       |
| 2013 | A titokzatos szerető                  | The Invisible Woman                                                       | Wilkie Collins                                         | Czvetkó Sándor      |
| 2014 | Muppet-krimi: Körözés alatt           | Muppets Most Wanted                                                       | ír újságíró                                            |                     |
| 2014 |                                       | The Riot Club                                                             | Jeremy Villiers                                        |                     |
| 2015 | Mission: Impossible – Titkos nemzet   | Mission: Impossible – Rogue Nation                                        | Egyesült Királyság miniszterelnöke                     | Forgács Péter       |
| 2016 | Az ígéret                             | The Promise                                                               | Garin                                                  | Czvetkó Sándor      |
| 2016 |                                       | Revolution: New Art for a New World (dokumentumfilm)                      | Kazimir Malevics (hangja)                              |                     |
| 2017 | Hogyan legyünk szentek?               | Holy Lands                                                                | Moshe                                                  | Czvetkó Sándor      |
| 2017 | Tulipánláz                            | Tulip Fever                                                               | Dr. Sorgh                                              | Görög László        |
| 2017 | Lélegzetvétel                         | Breathe                                                                   | Bloggs                                                 | Kárpáti Levente     |
| 2017 | Lélegzetvétel                         | Breathe                                                                   | David Blacker                                          | Bor Zoltán          |
| 2018 | Személyes háború                      | A Private War                                                             | Sean Ryan                                              | Csankó Zoltán       |
| 2018 | Bohém rapszódia                       | Bohemian Rhapsody                                                         | Jim Beach                                              | Csankó Zoltán       |
| 2018 | Madarak a dobozban                    | Bird Box                                                                  | Gary                                                   |                     |
| 2018 | Maugli: A dzsungel legendája          | Mowgli: Legend of the Jungle                                              | Tabaqui (hangja)                                       |                     |
| 2021 | Flamik                                | Extinct                                                                   | Charles Darwin (hangja)                                |                     |
| 2021 | King’s Man: A kezdetek                | The King's Man                                                            | V. György király / II. Vilmos császár / II. Miklós cár | Gyabronka József    |

### Televízió
- 1999: Édesek és mostohák (Wives and Daughters) - Osborne Hamley
- 2003: Cambridge kémei (Cambridge Spies) - Guy Burgess
- 2003: Az elfelejtett herceg (The Lost Prince) - V. György
- 2007: A Cég – A CIA regénye (The Company) - Adrian Philby